# Afrephialtes latiannulatus
Afrephialtes latiannulatus är en stekelart som först beskrevs av Cameron 1907.  Afrephialtes latiannulatus ingår i släktet Afrephialtes och familjen brokparasitsteklar. Inga underarter finns listade i Catalogue of Life.